# Почитарь, Думитру
Думи́тру Почита́рь (рум. Dumitru Pocitari; 1991, Молдова) — молдавский скрипач-виртуоз, концертмейстер Израильского филармонического оркестра.

## Биография
Родился в музыкальной семье, мать Думитру — цимбалистка, отец — скрипач, а его бабушка и дедушка, тети и даже прадедушки играли на флуере, скрипке и саксофоне. Начал учиться скрипке в 7 лет. Первая учительница Думитру по игре на скрипке Галина Буйновская, которая преподавала Думитру в Высшей музыкальной школе им. Чиприана Порумбеску, где учился юноша. Далее обучался в
Школе музыки Бухмана-Меты в Израиле.

## Достижения
В 2000—2012 годах выиграл множество призов и медалей в международных музыкальных конкурсах в Румынии, Литве, Болгарии, Казахстане, Беларуси, Украины и России. Взял второе место в музыкальном соревновании школы Бухманна-Мехта (2012). Участвовал в международных фестивалях Беларуси и России. С 2014 года член Израильского филармонического оркестра, а с 2019 его концертмейстер.